# Leontina
A Leontina latin eredetű női név, a Leontinus férfinév női párja, jelentése: leontini szicíliai városból való nő.

## Gyakorisága
Az 1990-es években szórványos név, a 2000-es években nem szerepel a 100 leggyakoribb női név között.

## Névnapok
- március 1.[2]
- december 6.[2]